# Resolución 1433 del Consejo de Seguridad de las Naciones Unidas
La resolución 1433 del Consejo de Seguridad de las Naciones Unidas, aprobada por unanimidad el 15 de agosto de 2002, tras recordar la resolución 696 (1991) y resoluciones posteriores sobre la situación en Angola, en particular la 1268 (1999), autorizó el establecimiento de la Misión de las Naciones Unidas en Angola (UNMA) como misión de seguimiento de la Oficina de las Naciones Unidas en Angola (UNOA).  La Resolución 1433 fue adoptada el mismo día en que el Consejo extendió la suspensión de las restricciones de viaje contra los funcionarios de la UNITA en la Resolución 1432 (2002).

## Resolución
El Consejo de Seguridad reafirmó la necesidad de la plena aplicación del Protocolo de Lusaka y otros acuerdos, y apoyó ajustes al mandato de la ONUA. Consideró que la presencia de las Naciones Unidas en Angola era necesaria para contribuir a la consolidación de la paz mediante la promoción de objetivos políticos, militares, de derechos humanos, humanitarios y económicos.
La UNMA se estableció por un período inicial de seis meses hasta el 15 de febrero de 2003 y estaría dirigida por el Representante Especial del Secretario General .  Su mandato incluiría disposiciones para ayudar a las partes a concluir el Protocolo de Lusaka,  y para ayudar al Gobierno angoleño: 
a) la protección y promoción de los derechos humanos, la consolidación de la paz y el fortalecimiento del estado de derecho ;
b) prestar asistencia en las actividades de desminado ;
c) coordinar la asistencia a los grupos vulnerables;
d) la reintegración de los soldados desmovilizados ;
e) promoción de la recuperación económica ;
f) movilizar recursos de la comunidad internacional ;
(g) proporcionar asistencia electoral al Gobierno de Angola.
También se aprobó la designación de un asesor de protección infantil.  Por último, se solicitó al Secretario General Kofi Annan que presentara un informe provisional en el plazo de tres meses sobre la labor de la UNMA.